# 羽林軍八
羽林軍八（南魚座ε，ε Piscis Austrini）是南天星座南魚座的一顆藍白色恆星，它的視星等是+4.17等。依據在地球測得的周年視差6.07msa，這個系統距離太陽約490光年。
這顆恆星是B型主序星，類型為B8Ve。它是顆Be星，這是快速旋轉的恆星，投影轉動速度為每秒216公里，相較之下的赤道臨界速度 是每秒301公里。它的質量是4.1太陽質量，光球的有效溫度為11,066K，輻射的光度是661倍太陽光度。
與林軍八以每秒18.7公里的速度在銀河系中運動。它投射的銀河軌道讓它在距離銀河中心23,900 至28,100光年的軌道上運動。

## 名稱
在中國，它與寶瓶座29、寶瓶座35、寶瓶座41、寶瓶座47、寶瓶座49、南魚座λ、HD212448、南魚座21、南魚座20、南魚座υ、寶瓶座68、寶瓶座66、寶瓶座61、寶瓶座53、寶瓶座50、寶瓶座56、寶瓶座45、寶瓶座58、寶瓶座64、寶瓶座65、寶瓶座705、寶瓶座74、寶瓶座τ2、寶瓶座τ1、寶瓶座δ、寶瓶座77、寶瓶座88、寶瓶座89、寶瓶座86、寶瓶座101、寶瓶座100、寶瓶座99、寶瓶座98、寶瓶座97、寶瓶座94、寶瓶座ψ3、寶瓶座ψ2、寶瓶座ψ1、寶瓶座87、寶瓶座85、寶瓶座83、寶瓶座χ、寶瓶座ω1、寶瓶座ω2組成星官羽林軍。羽林軍的意思是皇帝的禁衛軍，專責保衛皇帝和皇宮；羽林軍八（南魚座ε）是其中的第八顆星。